# Tèrrachu
Het tèrrachu [teraːˈsy], ook wel tarastiu [tarasːˈtjy], is de term voor het taalgebruik die voornamelijk tussen de 17e eeuw en begin 20e eeuw door reizenden en schoorsteenvegers uit Savoye werd gehanteerd. Deze taal kent geen volledig taalsysteem maar bepaalt zich tot taalfragmenten, en dan met name woorden of uitdrukkingen. Het wordt veelal aangeduid als argot van het Savoyaards. Slechts een klein en sterk slinkend deel van de bevolking in de Maurienne gebruikt deze argot hedendaags nog in haar taalgebruik.

## Oorsprong en ontwikkeling
Over het tèrrachu zijn relatief weinig bronnen en documenten beschikbaar. Het is bekend dat de taal werd gesproken door reizenden en schoorsteenvegers uit Savoye, die allen het Savoyaards als moedertaal hadden. Deze argot kwam op vanaf de 17e eeuw, dat gelijkstaat aan de opkomst van de Savoyaardse schoorsteenvegers in verschillende Europese streken. Het tèrrachu bevat behalve Savoyaardse elementen ook een woordenschat dat afgeleid is van zowel Germaanse als andere Romaanse talen. Ook zijn er een aantal woorden door de eeuwen heen inmiddels van onbekende herkomst.
De sprekers van deze taal, voornamelijk mannen uit de Maurienne-vallei, verlieten jaarlijks in de winter hun bergdorpen, om elders hun geld te verdienen. Dit leverde hen de bijnaam winterzwaluwen op. Eenmaal ver van hun veilige thuishaven, begon deze groep een eigen argot te ontwikkelen dat gericht is op het versterken van de sociale banden, maar voor buitenstaanders, expres, onbegrijpelijk is. Daarmee is deze taal een voorbeeld van een anti-taal. Deze taal bleef zich ontwikkelen tot het begin van de 20e eeuw.
Slechts een klein en sterk slinkend deel van de bevolking in de Maurienne gebruikt deze argot hedendaags nog in haar taalgebruik. Voormalige schoorsteenvegers van de oudste generaties spreken "hun argot" nog. Een klein aantal jongeren heeft het argot in familiekringen overgenomen en vermengt dit met het Frans of met de Savoyaardse minderheidstaal. Het tèrrachu wordt door hen eigenlijk vooral in "lichte" vorm gesproken: de sprekers ervan bedienen zich voornamelijk van een aantal woorden en uitdrukkingen. Daarmee heeft zal het tèrrachu geleidelijk een deel van haar oorspronkelijke kleur verliezen.

## Etymologie
Het woord Tarastiu of Tèrrachu is afgeleid van het Provençaalse Terressan en het Italiaanse Terrazano. Het woord Teros verwijst daarin naar de geboortegrond. De term verklaart zich in ruime zin als: Gesproken taal van hen die hun geluk zoeken, ver van hun geboortegrond.

## De taalgebieden
Er bestaat een grote variatie binnen het tèrrachu. Het is belangrijk te vermelden dat het tèrrachu onderverdeeld kan worden in meerdere subvariëteiten die worden gesproken in het taalgebied. Dit betekent dat er binnen Savoye verschillen zijn in woordenschat en uitspraak.

Savoye (taalgebied) op de kaart.

| Frankrijk - Savoie - Vallée de Maurienne - Montricher-Albanne - Vallée des Villards - Haute-Savoie - Saint-Ferréol | Italië - Valle d'Aosta - Val di Rhêmes |

## Voorbeelden
Onder begeleiding van een Nederlandse vertaling, volgt er een vergelijking van woorden tussen de varianten van het Tèrrachu binnen het taalgebied:
| Nederlands  | Saint-Ferréol | Rhêmes           | Albanne   | Les Villards |
| ----------- | ------------- | ---------------- | --------- | ------------ |
| Tèrrachu    | Tarastiu      | Dzârgo di vouèko | Tèrassu   | Tèrrashu     |
| Bakker      | Bellanzelle   | Dzouti           | Bolonjaco | Bolonjaco    |
| Koffie      | Roustie       | -                | Cafelio   | Cafiart      |
| Schoorsteen | Vouéka        | Vouèka           | Vouèka    | Crepio       |
| Water       | Wouasta       | -                | Tuka      | Nârna        |
| Kaas        | Fieste        | Fieitseu         | Paretta   | Gaza         |
| Pijp        | Torrala       | Teura            | Poéla     | Tuba         |
| Hond        | Archa         | -                | Lèrbio    | Tulo         |